# Sony Entertainment Network
Pour les articles homonymes, voir Sony (homonymie).

Logo de Sony Entertainment Network de 2011 jusqu'en 2015

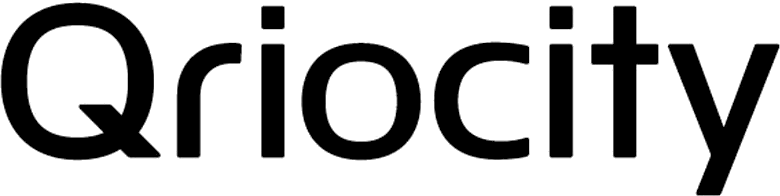
Logo de Qriocity, ancien service remplacé et unifié par SEN

Sony Entertainment Network est un ensemble de services en ligne proposé par Sony, appelé précédemment Qriocity (à prononcer curiosity). Il regroupe de la musique à la demande en streaming (Music Unlimited) et la vidéo à la demande (Video Unlimited). Les services proposés sont absorbés par le PlayStation Network en 2015 et renommés en PlayStation Music et PlayStation Video, respectivement.

## Description
Ce service est utilisable sur tous les équipements de la marque Sony reliés à internet (les téléviseurs Bravia, PlayStation 3, ordinateurs VAIO, PSP, etc.). En France, ce service est disponible depuis le 24 janvier 2010.
Il est possible de télécharger l'application sur Android depuis le 17 juin 2011.
Après la compatibilité PSP, Sony prépare une compatibilité avec la PlayStation Vita. De plus, les futures tablettes de Sony intégreraient Qriocity. Cela a été confirmé lors de l'annonce des Sony Tablet S et P (noms de code S1 et S2).
Pour faire de la promotion de ce service, Sony a indiqué qu'il y aurait des concerts dans ses boutiques Sony Style.
Il a changé de nom le 31 août 2011 lors d'une conférence de Kaz Hirai lors de l'IFA 2011 à Berlin. Dans cette optique, les noms Video on Demand par Qriocity et Music Unlimited par Qriocity deviennent  respectivement Video Unlimited et Music Unlimited.
En janvier 2016, Sony a assuré la fusion de Computer Entertainment et Network Entertainment International pour former Sony Interactive Entertainment.

## Accès

### Aux œuvres
Pour y accéder, il est possible d'utiliser son compte PlayStation Network.
Un service musical est dénommé Music Unlimited, avec deux formules d'abonnement. Par ailleurs, le service de vidéo Video Unlimited propose un catalogue de films ou séries de tous les principaux studios de cinéma, notamment le studio de Sony, Sony Picture. La qualité haute définition est disponible sur les appareils capable de la lire, par exemple les téléviseurs Bravia ou la PlayStation 3.

### Dans le monde
Le service fut d'abord disponible en Irlande et au Royaume-Uni en décembre 2010, puis en Amérique du Nord début janvier 2011, après en Europe de l'Ouest fin janvier 2011 et enfin en Océanie en février 2011.

## Contenu
De nombreux studios se sont alliés, comme Metro Goldwyn Mayer, 20th Century Fox, Sony Pictures Entertainment.
Plus de 10 millions de titres sont disponibles.
Un partenariat avec TF1 Vidéo permettra à Qriocity de proposer l'intégralité de ce contenu, qui comporte près de 30 millions d’œuvres cinématographiques.